# Adalbert Czerny
Adalbert Czerny (25 de marzo de 1863-3 de octubre de 1941) fue un pediatra austriaco y es considerado cofundador de la pediatría moderna. Varias enfermedades infantiles llevan su nombre.

## Educación y carrera
Hijo de un ingeniero ferroviario, Czerny creció en Viena y a partir de 1879 en Pilsen, donde aprobó el examen Abitur en 1882. Realizó estudios de medicina en la German Charles University de Praga. Se graduó con su tesis doctoral sobre una enfermedad renal en 1888 y asumió el trabajo clínico como asistente de Alois Epstein (1849-1918) en el «Findelanstalt» (hospital para expósitos), que formaba parte del Hospital Universitario de Praga.
En 1893, después de su tratado de habilitación sobre el glucógeno y el trastorno amaloide y una conferencia relacionada con la nutrición de los recién nacidos, recibió dos ofertas para las cátedras de pediatría en Innsbruck y Breslau. Optó por Breslau y trabajó allí hasta 1910. En 1906 se le ofreció un puesto como profesor titular de pediatría en Múnich, pero lo rechazó y, como recompensa, fue nombrado profesor titular personal en la Universidad de Breslau, incluido un aumento considerable de su salario. Cuando le ofrecieron la cátedra de pediatría en el nuevo Hospital Infantil de Estrasburgo en 1910, aceptó y trabajó allí hasta 1913, cuando se convirtió en el sucesor de Otto Heubner como profesor titular de pediatría en la Charité de Berlín. Durante los siguientes 19 años trabajó allí y, entre otros logros, fundó la Escuela Internacional de Pediatría. Como profesor emérito aceptó una cátedra de pediatría en la Universidad de Düsseldorf en Düsseldorf, donde fue temporalmente director del Hospital Infantil local de 1934 a 1936. Czerny estaba casado y tenía un hijo, Marianus (1896–1985), quien fue profesor titular de física experimental en Frankfurt de 1938 a 1961.
Czerny murió el 3 de octubre de 1941 en Berlín y fue enterrado en Pilsen.

## Logros como cofundador de pediatría moderna
La escuela fundada por Czerny se ocupaba principalmente de la fisiología de la nutrición y la patología metabólica de los recién nacidos. Durante su tiempo de trabajo en el Hospital Infantil de la Universidad de Berlín continuó con el trabajo de investigación sobre la mortalidad infantil, como ya había sido iniciado por Heubner y le dio una base científica. Junto con su alumno y colega Arthur Keller (1868–1934), resumió los resultados de su trabajo en Breslau en 1906 en un manual de dos volúmenes «Des Kindes Ernährung, Ernährungsstörungen und Ernährungstherapie» (Nutrición infantil, trastornos nutricionales y nutrición terapéutica). Se publicaron más ediciones en 1917 y 1928.
Este trabajo ha determinado básicamente la enseñanza de la nutrición en pediatría y en consecuencia influyó en el desarrollo de la pediatría misma hasta el presente. El término trastorno de la nutrición, que usó Czerny, mostró la relación entre la nutrición por un lado y la enfermedad por el otro. Czerny distinguió tres grupos de daños, es decir (a) debido a la nutrición, (b) debido a infecciones y (c) debido a la constitución física. Un segundo énfasis en su trabajo de investigación fue la correlación entre el trastorno nutricional y el comportamiento del niño. Su colección de conferencias repetidamente reeditada de 1908 «Der Arzt als Erzieher» («El médico como educador») muestra este enfoque en su título.

## Descubridor de nuevos síntomas clínicos en pediatría
Adalbert Czerny descubrió enfermedades infantiles como:
- Anemia nutricional en recién nacidos (anemia de Czerny)
- Diátesis exudativa linfática (diátesis de Czerny), una entidad clínica que Czerny distinguió claramente de la escrófula y, en consecuencia, de la tuberculosis.[5] Lo que describió es una disposición individual a una mayor sensibilidad de la piel y la mucosidad.
- Respiración paradójica (respiración de Czerny, en alemán: Czerny-Atmung)

## Reconocimientos y honores póstumos
La Asociación Alemana de Medicina Infantil y Juvenil (Deutsche Gesellschaft für Kinder- und Jugendmedizin – DGKJ), fundada en 1883, otorga anualmente el «Adalbert-Czerny Preis» (Premio Adalbert Czerny). El premio se inició en 1963 (el centenario del nacimiento de Czerny) y se otorga a personas con logros científicos destacados en pediatría.

## Otras lecturas
- Wolfgang U. Eckart y Christoph Gradman: Ärzte-Lexikon Springer, 3. ed. Heidelberg 2006 pág. 90 ISBN 978-3-540-29584-6
- Rolf Schmoeger: Adalbert Czerny (1863–1941) Mitbegründer der wissenschaftlichen Kinderheilkunde Berlín 2003 ISBN 978-3-937343-36-5 = Schmoeger (2003) (nota: este libro no tiene una numeración de páginas adecuada, pero contiene varias ilustraciones interesantes)
- Hans Kleinschmidt: Zum siebzigsten Geburtstage von Adalbert Czerny am 25. März 1933 en: Klinische Wochenschrift 12 (1933) p. 486f. también disponible como archivo PDF